# Uruguayaanse muziek
Van de Uruguayaanse muziek zijn de meest kenmerkende stijlen, de candombe, een op percussie gebaseerde Afro-Uruguayaanse muziekvorm, en de Uruguayaanse murga, een soort muziektheater, die beide, vooral tijdens de carnavalsperiode, te horen en zien zijn. Daarnaast is er ook de milonga, een traditionele volksmuziekstijl, die in vergelijkbare vormen in veel Latijns-Amerikaanse landen is terug te vinden. Uruguay is samen met Argentinië, en dan met name Montevideo en Buenos Aires, ook de plaats waar de tango haar oorsprong heeft. De beroemde tangozanger Carlos Gardel, zou zelfs in de Uruguayaanse stad Tacuarembó geboren zijn, maar dit is tot op heden omstreden.
In de populaire muziek, zoals de Uruguayaanse rock en canto popular, zijn regelmatig typische kenmerken uit de candombe, milonga en tango terug te vinden. Een speciale vermelding verdient de groep Los Shakers, die in de jaren zestig met hun muziek in de stijl van The Beatles, de Argentijnse rock als het ware hebben opgestart.
Ook de cumbia, een populaire muzieksoort in heel Midden- en Zuid-Amerika, wordt door veel Uruguayanen gewaardeerd, en zeker in het binnenland.

## Volksmuziek (Música Típica)

### Candombe

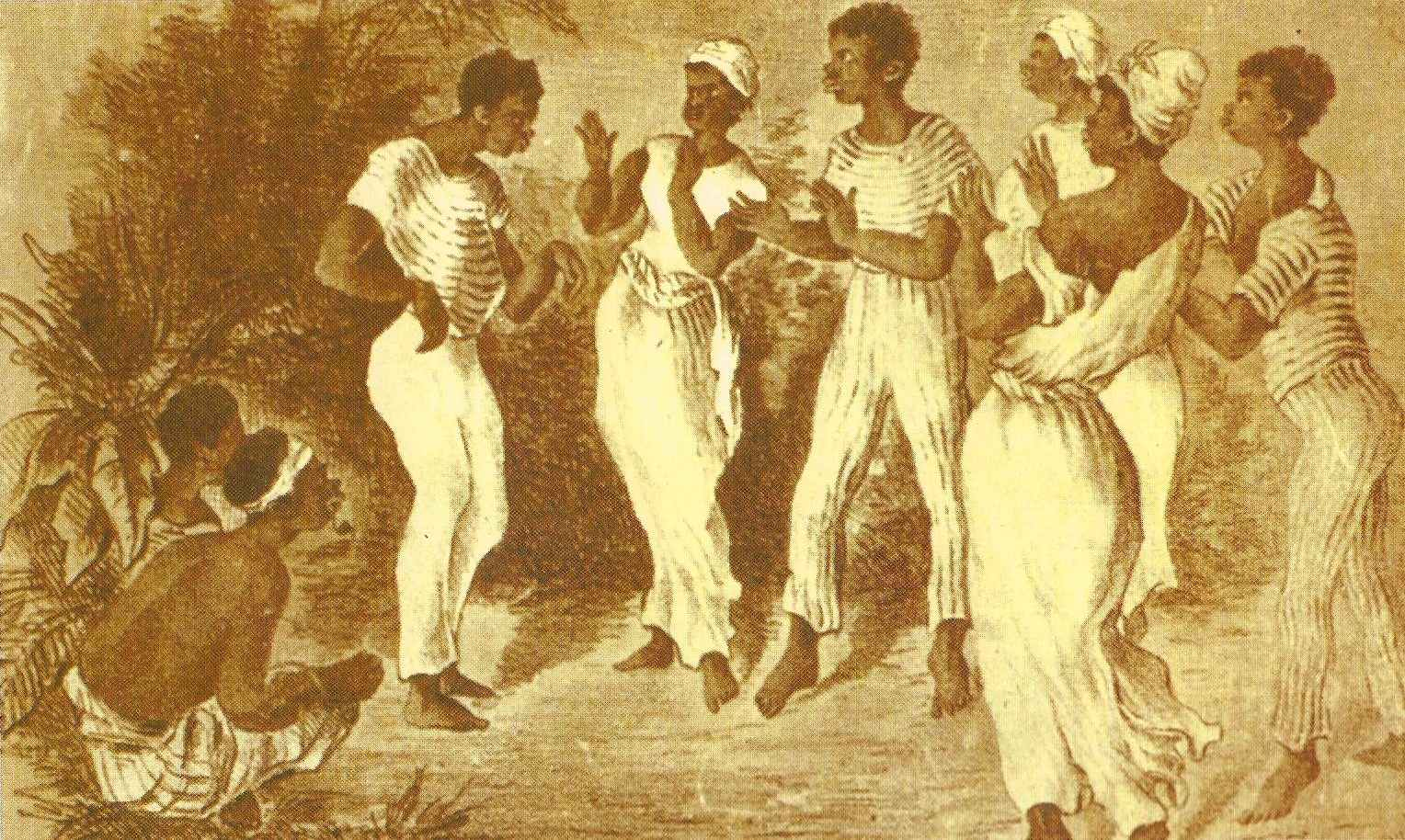
Candombe (1870).

De candombe is een op percussie gebaseerde muziek- en dansstijl, die zich heeft ontwikkeld onder de voornamelijk Afro-Uruguayaanse bevolking van Montevideo en haar oorsprong vindt in de Río de la Plata, waar het door Afrikaanse slaven in de 17de en 18de eeuw was meegebracht.
De candombe-ritmes worden gespeeld op 3 verschillende soorten trommels (tambores) door drumensembles (la cuerda de tambores), bestaande uit minimaal 3 tot 50 of meer spelers. De meest pure vorm van de candombe is te vinden in de straten van Montevideo, waar bijna het hele jaar door op zon- en feestdagen meerdere groepen op hun trommels slaan. Dit begint altijd met het opwarmen van de trommelvellen bij een op straat aangemaakt vuur, waarna ze al spelend hun eigen buurt rondtrekken, gevolgd door buurtbewoners, vaak dansend op de ritmes van de candombe.
De candombe heeft ook haar invloed in de Uruguayaanse populaire muziek, zoals in de muziek van Hugo Fattoruso, Ruben Rada en Jaime Roos.

### Milonga
De milonga is zowel een muziekstijl als een dansstijl en de naam wordt ook gebruikt voor het aangeven van plaatsen waar tango en milonga worden gedanst.
De milonga is als eerste ontstaan als muziekvorm in het noorden van Argentinië en Uruguay, rond 1870, als gitaarbegeleiding voor de liederen van de payadores.
De ontwikkeling van de milonga kan opgesplitst worden in de ontwikkeling naar de milonga campera en de milonga urbana, ofwel, de plattelandsmilonga en de stadsmilonga. De milonga campera is in principe een gitaar-zang vorm met overwegend langzame tempi en zonder dans, terwijl de milonga urbana meestal een veel hoger tempo heeft (meestal in 2/4 maat), vaak instrumentaal en door tango-ensembles uitgevoerd wordt, en waarop gedanst wordt. De milonga urbana heeft een belangrijke rol gespeeld in het ontstaan van de tango.

### Murga
Murga is een soort van Montevideaans muziek theater voor carnavalsfestiviteiten. Een traditionele murga groep bestaat uit een koor en drie percussionisten, die de murga uitvoeren tijdens het carnaval op diverse podia. De zangers zingen meerstemmige harmonieën (tot soms wel 5-stemmig) a capella, of begeleid door gitaar. De uitvoeringen staan ieder jaar in het teken van een speciaal gekozen, vaak actueel thema, en is doorgaans humoristisch en maatschappijkritisch. De typische percussie instrumenten zijn de bombo (een ondiepe basdrum die om het middel wordt gedragen en horizontaal bespeeld wordt), de redoblante (snaardrum) en platillos (cimbalen). De belangrijkste stukken van de uitvoering zijn het eerste (saludo) en het laatste (retirada of despedida). Deze liederen zijn tijdens en rond de carnaval veelvuldig te horen op de radio, en sommige zoals de Saludo Araca La Cana 1937 zijn bij vele Uruguayanen bekend en geliefd.

## Populaire muziek

### Canto popular
De Canto popular (populaire zang), die rond 1970 ontstond, is een singer-songwriter stijl die te vergelijken is met Latijns-Amerikaanse stromingen als nueva canción, nueva trova en tropicalismo. Het heeft zich sterk ontwikkeld tijdens de dictatuur (1973–1985), onderhevig aan censuur waarbij alle teksten moesten worden gepresenteerd voor controle voordat ze uitgevoerd mochten worden. Veel zangers zijn in die tijd naar het buitenland gevlucht en hebben daar zonder censuur de vaak maatschappij kritische teksten (protestliederen) kunnen schrijven en zingen. Daniel Viglietti is wellicht de belangrijkste vertegenwoordiger van de canto popular, en zijn lied “A desalambrar” is internationaal bekend geworden.
Enkele andere Uruguayaanse artiesten die in deze stijl actief zijn of zijn geweest:
Los Eduardos, Los Que Iban Cantando, Universo, Carlos Benavides, Carlos Maria Fossatti, Eduardo Darnauchans, Anibal Sampayo, Marcos Velázquez, Alfredo Zitarrosa, José Carbajal ("El Sabalero"), Los Olimareños en Hector Numa Moraes.

### Uruguayaanse rock
De Rock-'n-roll werd als eerste geïntroduceerd in Uruguay met een optreden van The Beatles in het begin van de jaren zestig. Dit had als gevolg dat er diverse rockgroepen werden opgericht in Montevideo, waaronder Los Shakers, Los Mockers, Los Iracundos en Los Malditos, die een belangrijke rol speelden in de zgn. “Uruguayaanse Invasie” in Argentinië. Tijdens de dictatuur lagen de ontwikkelingen volledig stil en werden pas ná 1985 hervat. Sinds het begin van de 21ste eeuw, geniet de Uruguayaanse rock hoge populariteit, en hebben groepen als La Vela Puerca, No Te Va Gustar, La Trampa en Buitres een groot aantal aanhangers.

### Uruguayaanse tango
De tango is niet alleen ontstaan in Buenos Aires, Argentinië, maar ook in Montevideo, Uruguay. Een tot op heden omstreden, en voor veel Argentijnen en Uruguayanen gevoelig onderwerp, is de discussie over de geboorteplaats van wellicht de beroemdste tangozanger Carlos Gardel. Andere bekende en beroemde Uruguayaanse tango musici waren Francisco Canaro en Julio Sosa. Een van de meest bekende tango’s La Cumparsita was geschreven door de Uruguayaanse tango componist Gerardo Matos Rodríguez. Meer moderne tango musici zijn onder anderen Raul Jaurena, Hugo Díaz, Miguel Villasboas, Marino Rivero, Raul Montero, Elsa Moran, Gustavo Nocetti, Luis di Matteo, Julio Brum, en Giovanna. Een belangrijke naam binnen de moderne tango is die van de Uruguayaanse dichter Horacio Ferrer, die teksten heeft geschreven voor een aantal van de meest belangrijke tango composities van Ástor Piazzolla.

## Klassieke muziek
Moderne bekende componisten van klassieke muziek zijn onder anderen Eduardo Fabini, Hector Tosar, Coriún Aharonián, León Biriotti en Renée Pietrafesa Bonnet. Enkele beroemde hedendaagse dirigenten zijn Gisèle Ben-Dor, Jose Serebier en Carlos Kalmar. De klassiek gitaar virtuoos Abel Carlevaro is wereldwijd bekend om de oprichting van een nieuwe school voor speciale instrumentale gitaar techniek.
Er zijn diverse klassieke orkesten die regelmatig uitvoeringen geven in het hele land. Het belangrijkste instituut dat veel culturele activiteiten organiseert voor heel Uruguay, is de SODRE (Officiële Service voor uitzending van Radio en Televisie, en Uitvoerende Kunst). Het in 1929 opgerichte instituut geeft leiding aan onder andere een symfonieorkest, een kamerorkest, een balletgezelschap en een koor. Ook het gemeentebestuur van Montevideo ondersteunt meerdere klassieke orkesten, waaronder het filharmonisch orkest, en tevens populaire muziekorkesten.

## Muziekfestivals
Tijdens de zomerperiode worden diverse muziekfestivals georganiseerd, waaronder het grote jaarlijks terugkomende Fiesta de la X en Pilsen Rock.